# Хуан де Кастельянос
Хуан де Кастельянос (ісп. Juan de Castellanos, нар. 9 березня 1522 —27 листопада 1607) — іспанський торгівець, вояк, священник, хроніст, поет часів Нової Гранади.

## Життєпис
Народився у містечку Аланіс, неподалік від Севільї (Іспанія). Навчався у Севільї, де вивчав латинь, граматику, поезію. У 1539 році вирушив до Америки, завербувавшись як солдат на корабель. Під час перебування на о. Пуерто-Рико став служити місцевому єпископу. Під час служби відвідав острови Гаїті, Аруба, Бонайре і Кюрасао.
У 1541 році відвідав острови Кубагуа, Тринідад та Маргарита. Тут став займатися торгівлею перлами. У 1544 році перебуваючи у справах торгівлі, прибув до узбережжя Нової Гранади. У 1545 році оселився у м. Картагена. У 1550 році приєднавався до конкістадора Ернандо де Сантани. Тоді ж стає священником. У 1552 році деякий час служив капеланом у конкістадора Педро де Урсуа, але того ж року повертається до Картагени, де був священником до 1558 року.
У 1558—1561 роках був вікарієм в Ріоачі. У 1562 році отримує призначення священника у м. Тунха (колишній столиці держави муїсків Хунзи). Помер тут у 1607 році.

## Творчість
Складав різні, зазвичай елегії, дійовими особами яких були історичні особистості. Першим таким була поема: «Дискус Франсіска Дрейка і Сан-Дієго де Алькала». У 1589 році видав збірку елегій «Elegias de Varones ilustres de Indias», присвячених іспанцям та іншим особам, що відзначилися при відкритті та захопленні земель в обох Америках, зокрема від подорожей Христофора Колумба до підкорення земель Венесуели, Колумбії. Значну увагу приділив підкоренню муїсків та утворенню Нової Гранади. Водночас містить багато фактів з етнографії та етнології корінного населення цих земель.